# Камушки (Тверская область)
Камушки — деревня в Вышневолоцком городском округе Тверской области.

## География

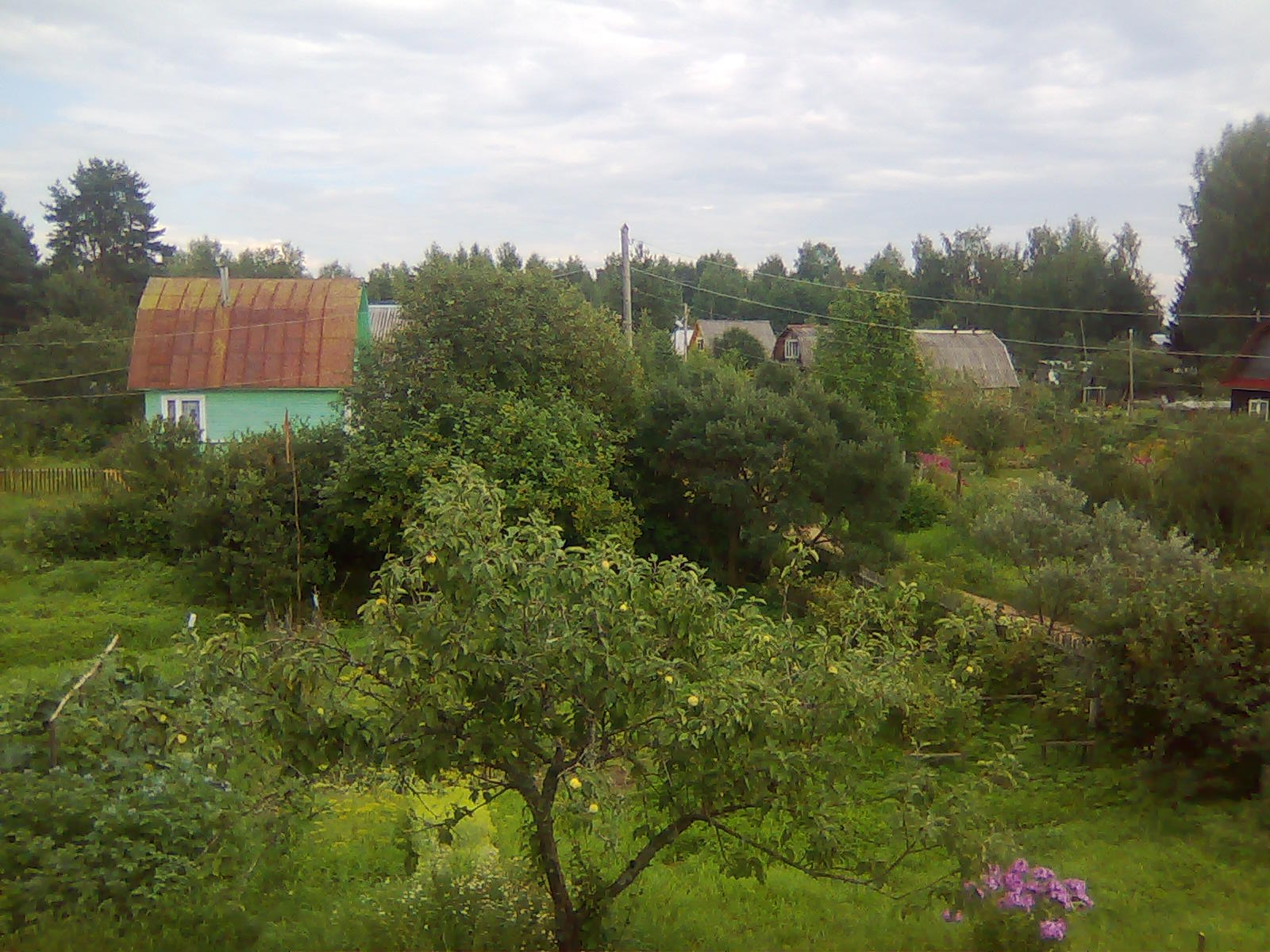
Садово-огородное товарищество в Камушках

Находится в центральной части Тверской области на расстоянии приблизительно 18 км по прямой на север от города Вышний Волочёк на восточном берегу озера Пудоро.

## История
Была отмечена на карте 1825 года. В 1859 году здесь (деревня Вышневолоцкого уезда) было учтено 14 дворов. До 2019 года входила в состав ныне упразднённого Сорокинского сельского поселения Вышневолоцкого муниципального района.

## Население
Численность населения составляла 91 человек (1859 год), 0 как в 2002 году, так и в 2010.